# Лаане (Ляене-Гар'ю)
Ла́ане (ест. Laane küla) — село в Естонії, у волості Ляене-Гар'ю повіту Гар'юмаа.

## Населення
Чисельність населення на 31 грудня 2011 року становила 15 осіб.

## Історія
З 16 січня 1992 до 24 жовтня 2017 року село входило до складу волості  Падізе.